# CoopStroom

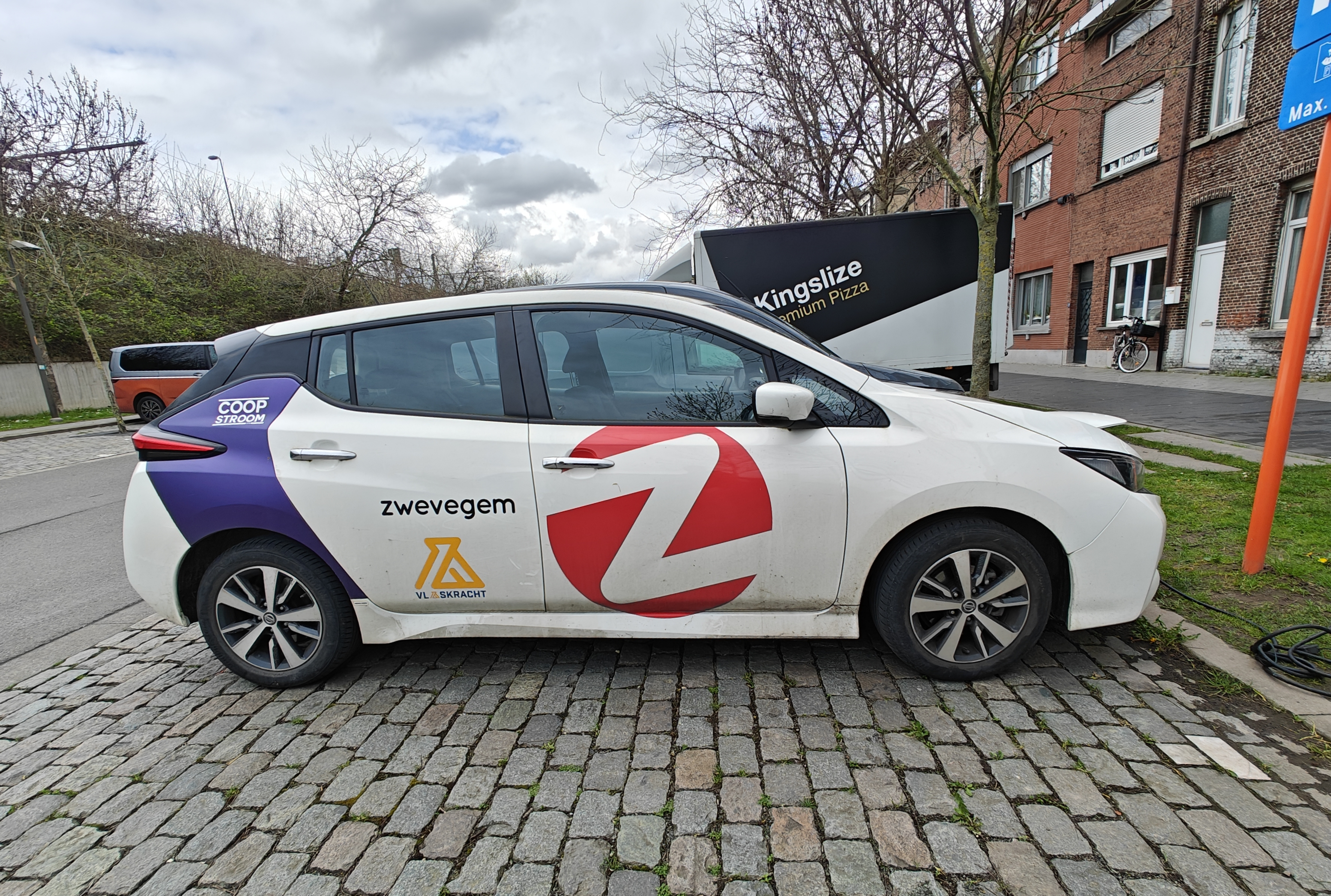
Een elektrische deelwagen van CoopStroom uit Zwevegem

CoopStroom cvba-so is een energiecoöperatie met hoofdzetel in het West-Vlaamse Brugge. Met burgerkapitaal investeert CoopStroom in projecten rond hernieuwbare energie, met name zonnepanelen, laadpalen en elektrische deelwagens.
CoopStroom werd op 20 mei 2017 opgericht. Het zette in eerste instantie in op installaties van zonnepanelen.
Sinds 2019 is CoopStroom ook actief rond elektrisch autodelen. Anno 2023 zijn er binnen het Cooperatief Elektrische Deelauto Netwerk (CEDAN) samen met Partago en Klimaan meer dan 120 coöperatieve deelwagens, waarvan 40 CoopStroom-deelwagens.
Eind 2022 had CoopStroom 828 coöperanten. CoopStroom is lid van REScoop Vlaanderen.